# Begonia flagellaris
Begonia flagellaris là một loài thực vật có hoa trong họ Thu hải đường. Loài này được H.Hara mô tả khoa học đầu tiên năm 1973.